# Sapromyza annulifera
Sapromyza annulifera är en tvåvingeart som beskrevs av Malloch 1929. Sapromyza annulifera ingår i släktet Sapromyza och familjen lövflugor. Inga underarter finns listade i Catalogue of Life.